# Epeolus andriyi
Epeolus andriyi (лат.) — вид земляных пчёл-кукушек рода Epeolus из подсемейства Nomadinae (Apidae). Название дано в честь Andriy Onuferko, отца автора описания, приучившего молодого тогда учёного к познанию дикой природы.

## Распространение
Северная Америка: США, Мэриленд (Patuxent River).

## Описание
Мелкие слабоопушённые пчёлы, буровато-чёрные, с беловато-жёлтыми отметинами на теле как у ос и рыжевато-красными ногами. Длина менее 1 см (тело 8,2 мм; длина головы 1,9 мм; ширина головы 2,6 мм; длина переднего крыла 5,5 мм). Сходен с видом Epeolus howardi, но отличаются размером аксилл (они не выходят за края мезоскутеллюма), их почти чёрным цветом (а не красным) и данными баркодирования. Клептопаразиты пчёл рода Colletes , в гнёзда которых откладывают свои яйца.  Максиллярные щупики 1-члениковые. 2-й стернит брюшка матовый. У самок на 6-м стерните брюшка расположены ланцетовидные, мелко зазубренные отростки. В переднем крыле три радиомедиальных ячейки, 1-я из них много крупнее 3-й. Вершина радиальной ячейки (по форме она эллиптическая) удалена от переднего края крыла. Задние голени со шпорами.